# Proteinasi 3

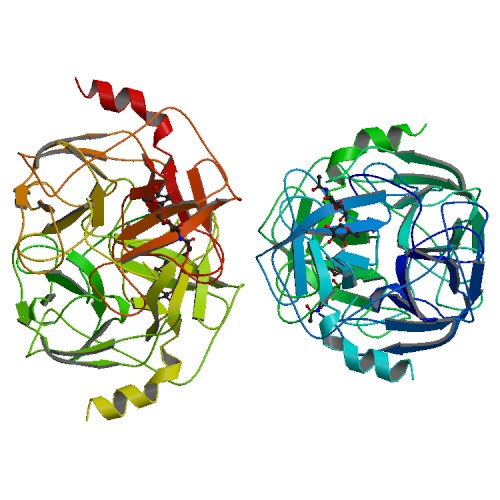
Proteina PRTN3

Proteinasi 3 (o PR3) è una serin-proteasi contenuta nei granuli primari (o azzurrofili) di granulociti e monociti, dotata di attività antimicrobica nei confronti di batteri e funghi. La maggior parte delle sue funzioni biologiche dipende dall'attività proteolitica.
In un contesto infiammatorio, la PR 3 viene rilasciata all'esterno della cellula, insieme ad altri costituenti dei granuli e radicali dell'ossigeno, dove può degradare collagene, proteoglicani e altri costituenti del tessuto connettivo.
Un'attività proteolitica eccessiva, prolungata o inappropriata, è causa, però, di danni all'organismo: come nella Sindrome di Churg-Strauss o granulomatosi eosinofilica con poliangite, in cui diventa bersaglio degli anticorpi citoplasmatici anti-neutrofili (ANCA) della classe c-ANCA (sottotipo citoplasmatico).